# Магнитная лента (крепёж)
Магни́тная ле́нта — гибкая лента, состоящая из магнитного материала, и служащая для разъёмного крепления лёгких предметов на металлической поверхности.

## Характеристики
Магнитная лента для крепления изготавливается из эластичного полимерного материала с нанесённым на него магнитным материалом.
Лента имеет клеевой слой, который удерживает её на любых поверхностях, в том числе неровных (специальный тип ленты с вспененным слоем). Для использования ленты в неблагоприятных погодных условиях предусмотрен специальный клеевой слой ленты. Магнитные свойства ленты не уменьшаются в пределах температуры от −30 до +80 °C.
Для справки — 1 сантиметр ленты шириной 25,4 мм удерживает элемент весом 90 граммов.

## Преимущества
- Легко разрезать ножницами.
- Для крепления с помощью магнитной ленты типа В не обязательно наличие металлической поверхности: ответная магнитная часть создаётся при помощи ленты типа А.